# Nimbus (ruimteschip)
De Nimbus (BP-1729) is een fictief ruimteschip uit de animatieserie Futurama.
Het schip is het vlaggenschip van de D.O.O.P.-vloot, en staat onder bevel van Zapp Brannigan. De eerste stuurman van het schip is Kif Kroker. De Nimbus is een zeer groot voertuig dat gehele planeten kan blokkeren en hele legers kan vervoeren. Het schip is een parodie op de USS Enterprise NCC-1701 uit Star Trek: The Original Series. Eenmaal werd de Nimbus vernietigd door de Decapodians, maar het schip dook in een latere aflevering toch weer op. Of de Nimbus is herbouwd of dat dit een ander, soortgelijk schip was is niet bekend.

## Ontwerp
In plaats van koplampen staan de naam en het serienummer van het schip in grote letters op de twee bovenhoeken van de romp geschilderd. Het serienummer staat ook nog op een aantal andere plaatsen, waaronder de zijkanten van de vin. Vooraan zit een groot “rooster”, met daarnaast twee spikevormige uitsteeksels. Dit bleken later hangars te zijn. Boven op het schip bevindt zich een grote vin. Aan de onderkant bevinden zich twee pontonachtige structuren. Hun doel is niet bekend. Het enige wat vaststaat is dat twee van de vijf motoren van het schip zich achter in deze pontons bevinden. De andere motoren zitten op de bovenhoeken achteraan het schip, en in het midden. Aan beide kanten van de hoofdmotor bevinden zich hangars voor andere schepen.
Het hoofdgedeelte van het schip bevat mogelijk 40 dekken.

## Locaties
De Brug– vanuit hier commandeert Zapp Brannigan de Nimbus. Aan de muur zit een Star Trek-achtig scherm. In de hele brug zijn controlepanelen voor de bemanning. De panelen bestaan uit knoppen, knipperende lampjes en tv-schermen. De cd met de activeringscodes voor het Globale Verdedigingsnetwerk bevindt zich in een kluis op de Brug. Het schip kan ook worden bestuurd vanuit een tweede brug in een koepel achter op het schip.
Zapp's Hut– door Zapp zelf het "Love-nasium" genoemd. De hut is gevuld met verschillende portretten en beelden van Brannigan, en een hartvormig zwevend bed.
Kif's Hut– een erg kleine kamer die zich direct onder Zapp’s hut bevindt. Er is maar net genoeg ruimte om te slapen. Kif versiert de kale muren van zijn hut met foto’s van Amy. In "Love's Labors Lost in Space" meldde Kif dat hij ook een eigen badkamer heeft.
Kombuis– de tafel van de kapitein bevindt zich op een verhoogd platform in de kamer, met het D.O.O.P.-logo op de muur achter hem. De bemanning zit aan de overige tafels.
Troop Staging Area– wordt gebruikt als een trainingsgebied en barak voor de soldaten. Ook worden hier de toespraken voor aankomende missies gehouden. Bevindt zich helemaal onder in het schip.
Hangars–de Nimbus heeft twee sets van hangars.
Observatie Deck– gelokaliseerd op de top van de vin. Dit is een goed gemeubileerde kamer met ramen aan alle kanten en een telescoop. Kan alleen via een ladder uit de gang eronder worden bereikt.
Gevangenis– bestaat uit één cel. De deur wordt afgesloten met een krachtveld en bewaakt door een bewaker.
Holoshed– een parodie op de holodecks uit latere Star Trek-series. Kif gebruik vaak eigen creaties als simulatie.

## Mogelijkheden
De Nimbus wordt voornamelijk gebruikt door Brannigan als een bevelschip. Het enige bekende wapen is een groot laserkanon met als hoogste stand "Hyperdeath." Dit is een zeer sterke laser die het D.O.O.P.-hoofdkwartier met een schot vernietigde. De Nimbus kan ook de atmosfeer van een planeet binnendringen en een paar meter boven het oppervlak blijven hangen.